# Свято-Троицкий собор (Ангарск)
Свято-Троицкий собор — православный храм в городе Ангарске Иркутской области, второй кафедральный собор Иркутской епархии Русской православной церкви.

## История
Рассказывает настоятель храма протоиерей Владимир Килин:

В Ангарске до меня не было священника. Когда в городе создавалась православная община, в августе 1991 года, меня направили туда служить. Поначалу храма в Ангарске не было, и большими усилиями удалось выбить под него здание. Суд Божий не без юмора — храм обустроился в бывшем клубе «Октябрь». Служить мы там начали с Успения, почему храм и назвали Успенским.

Сразу было ясно, что здание, подобранное по принципу «на, Боже, что нам негоже», не может быть полноценным храмом для большого города. В 1992 году начались проектные работы по храму Святой Троицы, а в 1995 году, на Троицу, был заложен первый камень в основание будущей церкви. Строился ангарский храм 10 лет.
Храм был построен на средства пожертвований в 2006 году и освящён архиепископом Иркутским и Ангарским Вадимом (Лазебным) 24 сентября этого же года.

## Современное состояние
На сегодняшний день в храме располагается Отдел религиозного образования Иркутской епархии, а также работают православная библиотека и воскресная школа (основы веры, хоровое пение) для взрослых и детей.
В соборе богослужения совершаются каждый день:
- утренняя служба (Литургия) — начало в 8:30,
- вечерняя — начало в 17:00 (в воскресенье вечерней службы нет).